# Târgu Secuiesc
Târgu Secuiesc (Hongaars: Kézdivásárhely, Duits: Szekler Neumarkt; Latijn: Neoforum Siculorum) is een stad in het district Covasna, in Szeklerland, Roemenië.
De plaats werd voor het eerst vermeld in 1407 als 'Torjawasara'. De woorden târg in het Roemeens en vásárhely in het Hongaars betekenen beide 'markt', wat aantoont dat deze stad tijdens de middeleeuwen een marktstad was. Direct ten oosten van de stad ligt het voormalige dorp Kézdioroszfalu (Roemeens: Ruseni) dat in 1956 werd opgeslokt.

## Geschiedenis
Kézdivásárhely, zoals de plaats door haar inwoners wordt genoemd, was al in de bronstijd bewoond. Tijdens de Romeinse tijd heette het Praetoria Augusta. Vanaf die tijd is de plaats onafgebroken bewoond geweest. In de middeleeuwen was het al een marktplaats, in 1427 kreeg het onder de naam Torjavásár van de Hongaarse koning Sigismund de titel koninklijke vrijstad. In 1567 werd de plaats als Kézdivásárhely genoemd in geschriften. Sinds die tijd vervult het de rol van centrum voor de regio. In 1834 is er een grote stadsbrand waarna het centrum opnieuw wordt opgebouwd in de nu typische stijl van voorhuizen met poorten en binnenplaatsen herbouwd. Tijdens de revolutie van 1849 tegen het Oostenrijkse regiem is de stad de plek waar Áron Gábor zijn munitie (kogels) giet. Van deze zoon van de stad staat sinds 1970 een standbeeld op het hoofdplein.
Tot 1876 was de stad de hoofdplaats van de Kézdiszék, daarna werd ze onderdeel van Háromszék binnen het Hongaarse deel van Oostenrijk-Hongarije.
Vandaag de dag is Târgu Secuiesc onderdeel van Roemenië (tussen 1920-1940 en daarna sinds 1944) en een belangrijk streekcentrum voor het noordoosten van het district Covasna. Er zijn onder andere vier scholen voor middelbaar onderwijs (pedagogisch liceum, twee technische licea en een theoretisch liceum. Ook heeft de stad een rechtbank, ziekenhuis en aan de zuidzijde van de stad een groot industriegebied. Hier bevindt zich ook het treinstation. 

## Bevolking

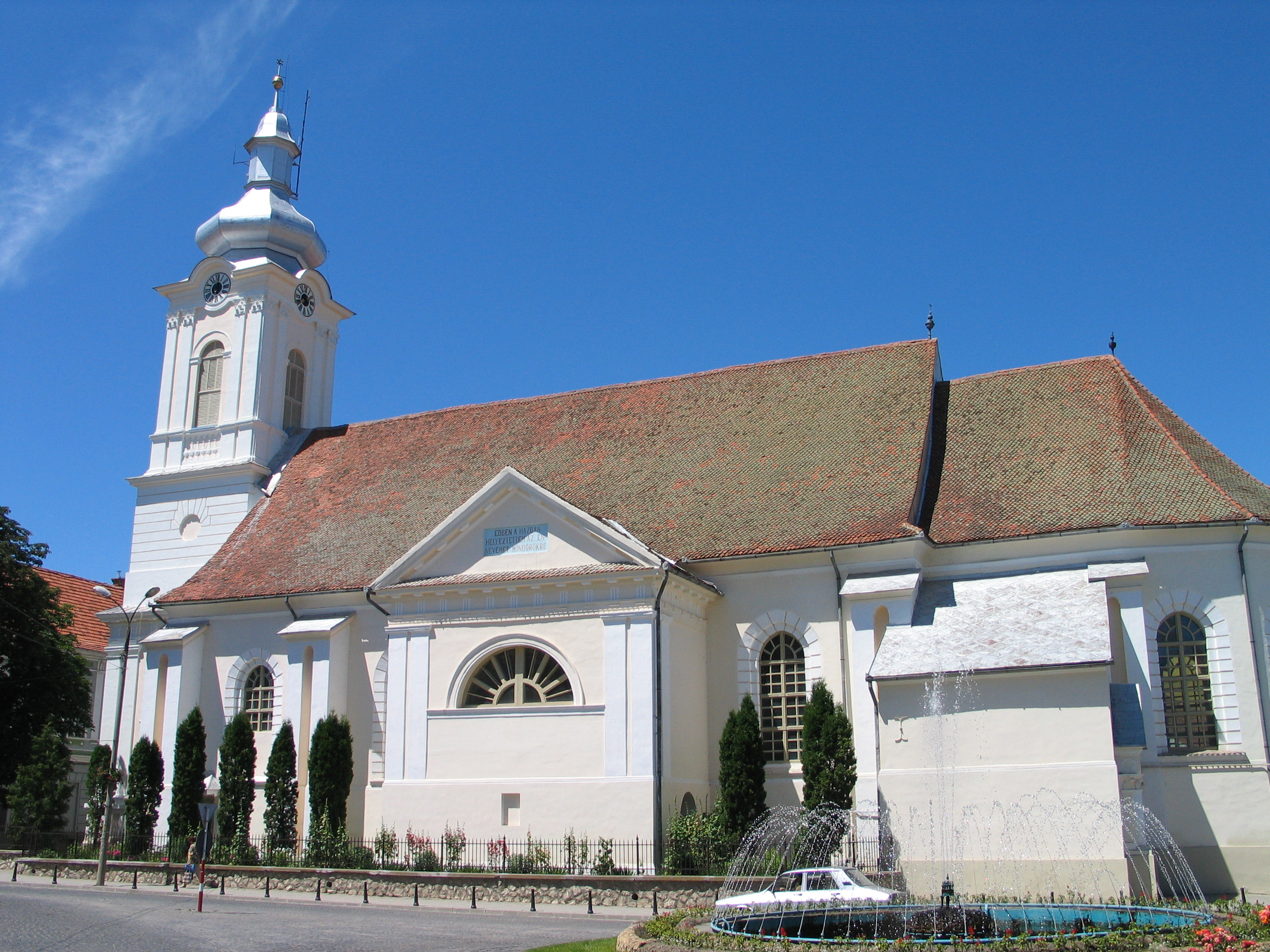
De Hongaars Gereformeerde Kerk

Zo'n 90% van de inwoners zijn Szeklers, een bevolkingsgroep van de Hongaarse minderheid in Roemenië.
- 1910: 6.079
- 1992: 20.998
- 2002: 20.465
- 2011: 18.082
- 2020: 19.648

## Galerij

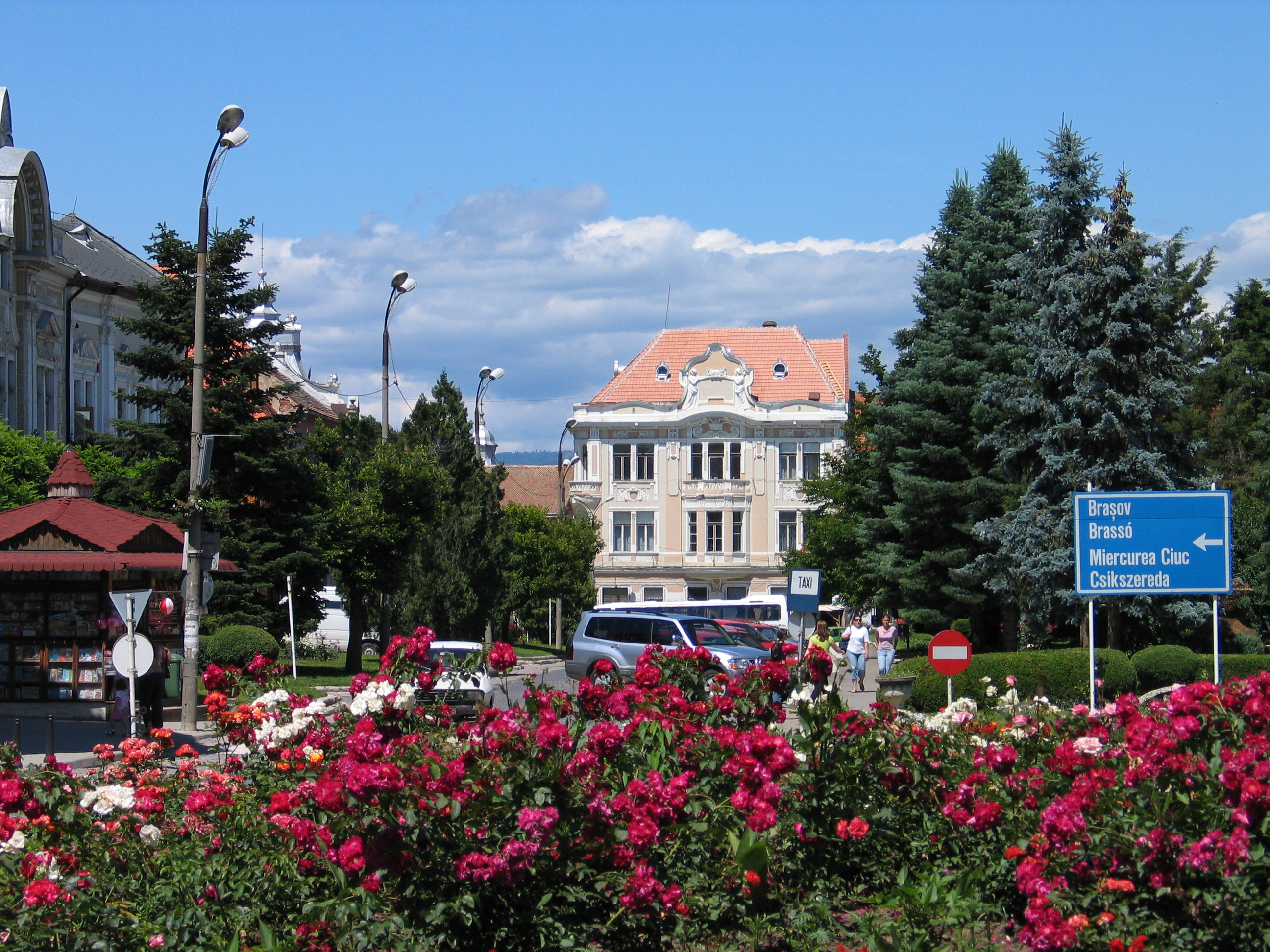
stadscentrum
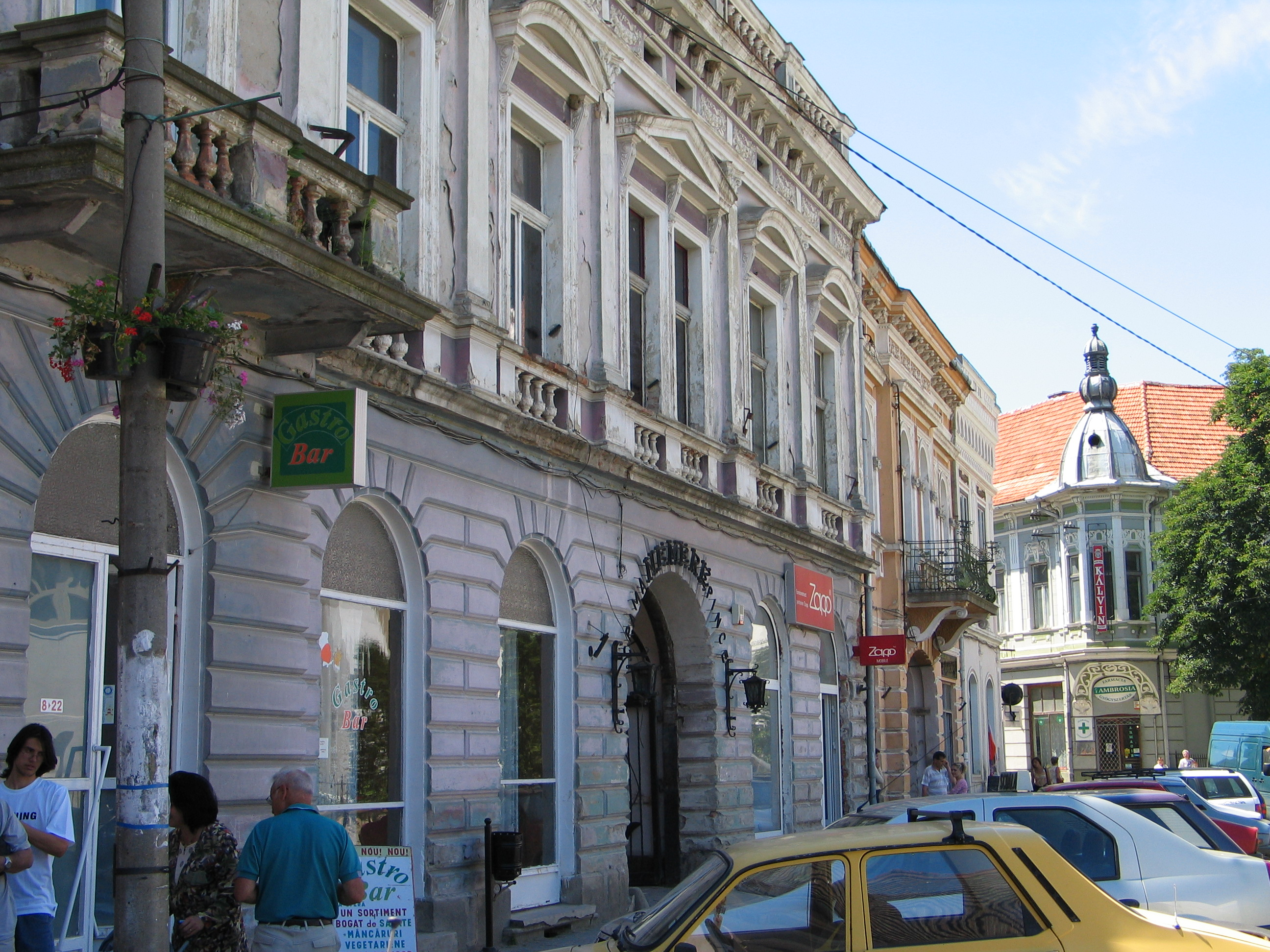
Binnenstad
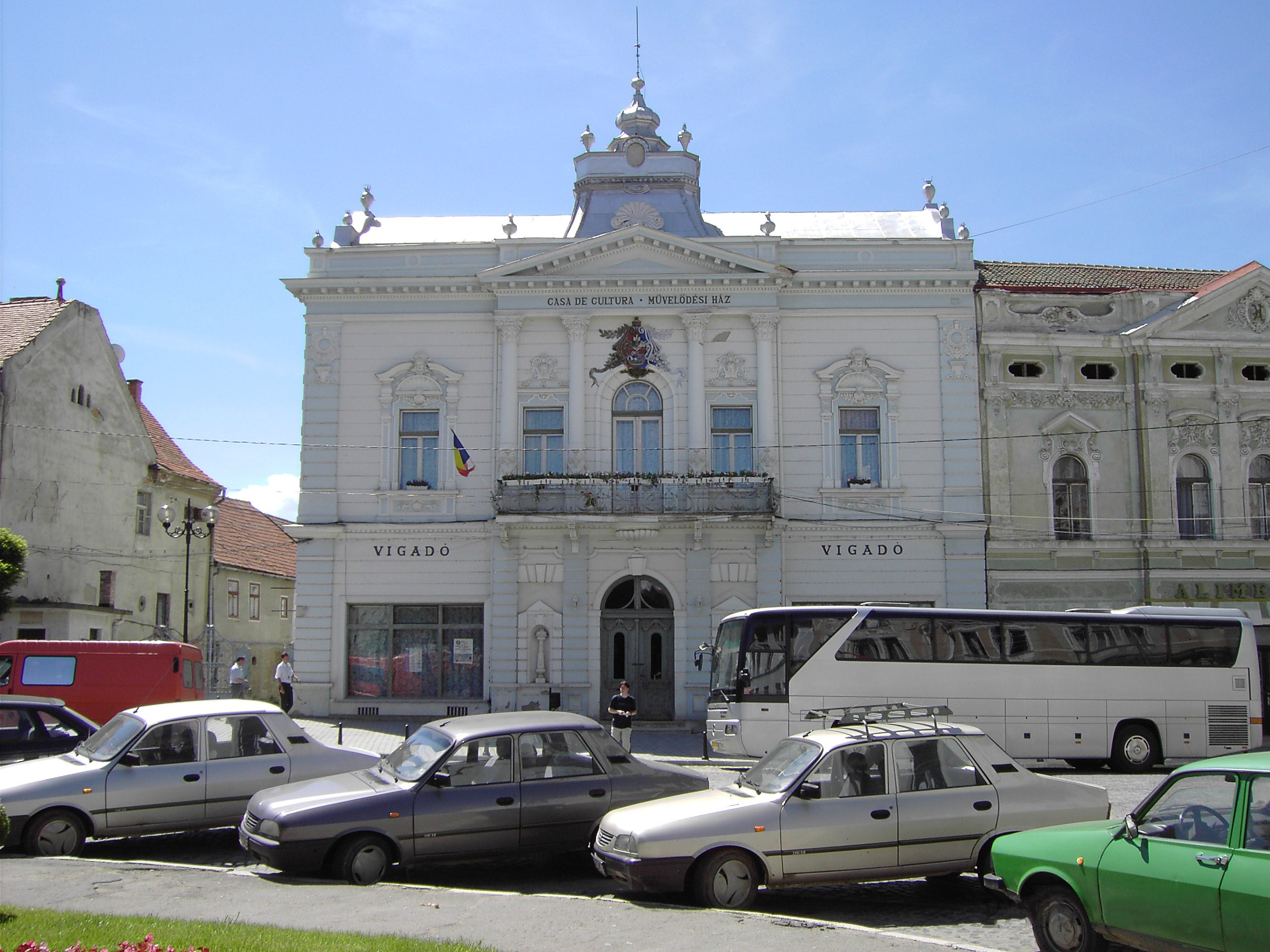
Cultureel centrum
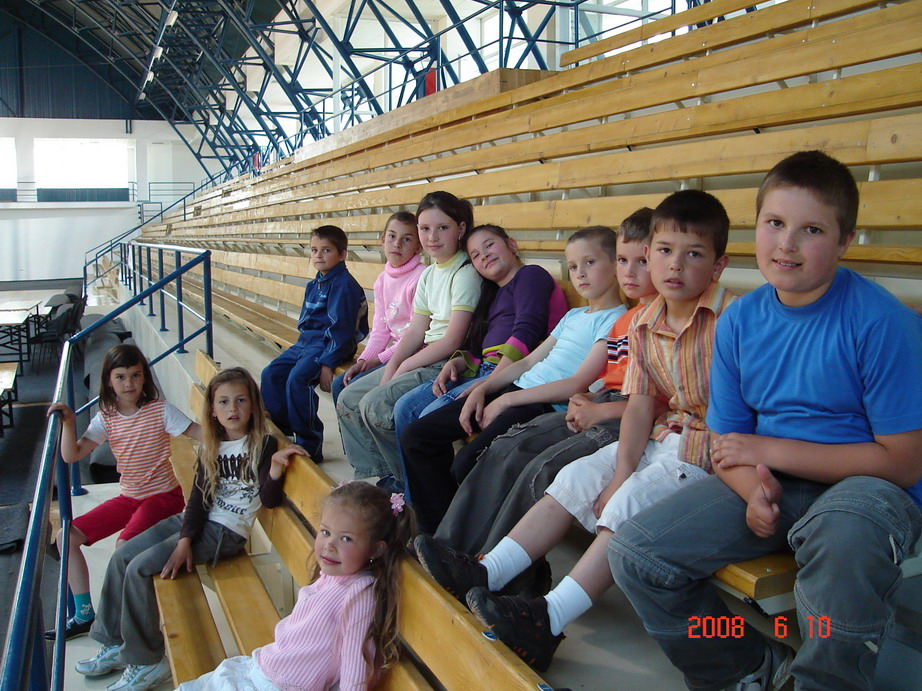
Kinderen in het Polivalenta Sportcentrum
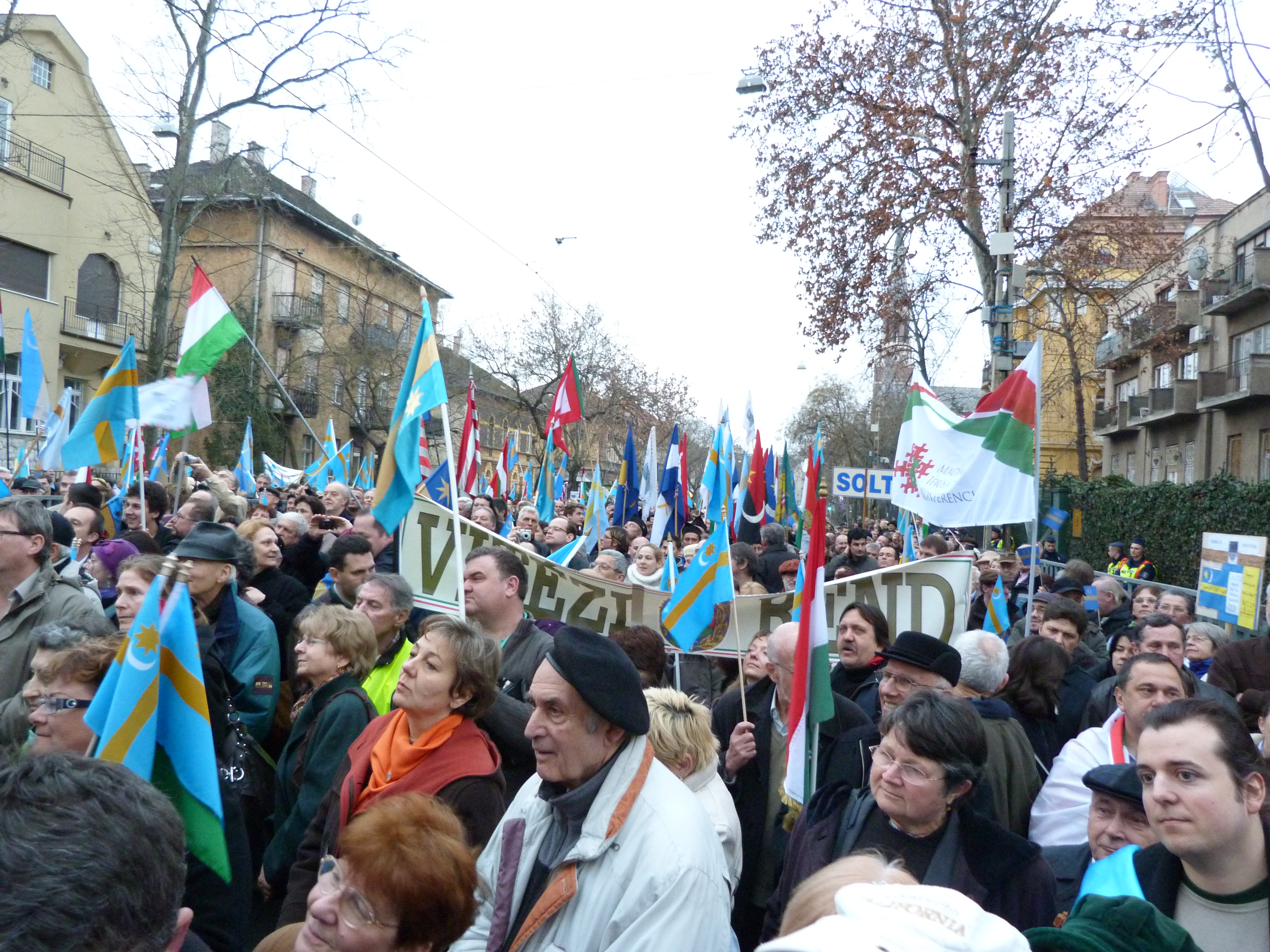
Viering van de Dag van de Vrijheid van de Széklers

## Partnersteden
- Maassluis (Nederland)
- Hatvan (Hongarije)

## Geboren in Târgu Secuiesc
- Béla Markó (1951), politicus en schrijver

Steden met gemeentestatus: Sfântu Gheorghe · Târgu Secuiesc

Steden zonder gemeentestatus: Baraolt · Covasna · Întorsura Buzăului